# Australian Open 2020 – ženská dvouhra
Ženská dvouhra Australian Open 2020 probíhala ve druhé polovině ledna 2020. Do singlové soutěže australského tenisového grandslamu hraného v Melbourne Parku nastoupilo sto dvacet osm hráček. Šestnáct z nich se probojovalo z tříkolové kvalifikace. Obhájkyní titulu byla japonská světová čtyřka Naomi Ósakaová, které ve třetím kole oplatila prohru z US Open 2019 patnáctiletá Američanka Coco Gauffová. Jistotu setrvání na pozici světové jedničky i po skončení grandslamu měla Australanka Ashleigh Bartyová.
První grandslamovou trofej vybojovala Američanka Sofia Keninová, která se ve 21 letech stala nejmladší finalistkou od Any Ivanovićové a šampionkou od tehdy 20leté Marie Šarapovové z jejich souboje na Australian Open 2008. Debutový posun do první světové desítky z ní poprvé učinil americkou jedničku.
Profesionální kariéru na turnaji ukončily dvě bývalé světové jedničky. Přímo po odehrání zápasu nejdříve vítězka melbournského grandslamu z roku 2018 Caroline Wozniacká. Ve třetím kole podlehla Tunisance Ons Džabúrové, která se stala první Arabkou v osmifinále i čtvrtfinále dvouhry grandslamu. V závěru února 2020 pak oznámila konec profesionální dráhy ruská šampionka z roku 2008 Maria Šarapovová, pro niž se prohra v úvodním kole s Chorvatkou Donnou Vekićovou stala posledním zápasem.

## Turnaj

### Odhlášení
Kanadská světová šestka Bianca Andreescuová se v týdnu před zahájením odhlásila pro nedoléčené poranění kolena, které si přivodila 30. října 2019 na Turnaji mistryň. Poprvé od Australian Open 1996 tak v soutěži chyběla úřadující šampionka US Open.
Z grandslamu se také odhlásily běloruská dvojnásobná vítězka Viktoria Azarenková, Němka Andrea Petkovicová, Portoričanka Mónica Puigová a Ruska Věra Zvonarevová.

### První hrací týden

#### 1. kolo
Rozlosování se uskutečnilo ve čtvrtek 16. ledna 2020 a první kolo bylo rozehráno horní polovinou pavouka v pondělí 20. ledna téhož roku. Podle analýzy WTA byla nejobtížnější osmina pavouka nalosována ke světové čtyřce Naomi Ósakaové, která přehrála semifinalistku Rogers Cupu Marii Bouzkovou. Utkání v aréně Roda Lavera otevřelo celý ročník. V této části pavouka proběhla také repríza duelu z Wimbledonu 2019 mezi nejmladší a nejstarší hráčkou, 39letou Venus Williamsovou a 15letou Coco Gauffovou. Stejně jako v All England Clubu z utkání vyšla vítězně Gauffová.
Sedminásobná melbournská šampionka Serena Williamsová ztratila jen tři gemy s ruskou teenagerkou Anastasijí Potapovovou. Do posledního turnaje v kariéře vstoupila Caroline Wozniacká vítězstvím nad Američankou Kristie Ahnovou.
Obhájkyně finálové účasti, světová osmička Petra Kvitová, deklasovala krajanku Kateřinu Siniakovou, jež po zisku úvodní hry dalších dvanáct ztratila. 24letá kvalifikantka Barbora Krejčíková poprvé v kariéře vyhrála zápas dvouhry na grandslamu, když zdolala Estonku Kaiu Kanepiovou po třísetovém průběhu.
Dvě nejvýše nasazené, světová jednička Ashleigh Bartyová a dvojka Karolína Plíšková, měly podle analýzy WTA dobré předpoklady k postupu do druhého hracího týdne. Bartyová, která se mohla stát první australskou vítězkou od Chris O'Neilové z roku 1978, zvládla na úvod třísetové klání s Ukrajinkou Lesjou Curenkovou. V soutěži se stala první australskou světovou jedničkou a nejvýše nasazenou ve dvouhře od Evonne Goolagongové z roku 1976. Úřadující šampionka z Brisbane Plíšková zdolala Francouzku Kristinu Mladenovicovou po dvousetovém průběhu. Světová šestnáctka Markéta Vondroušová vracející se na okruh po operaci zápěstí nenašla recept proti ruské veteránce Světlaně Kuzněcovové, když o postupující rozhodl až závěr třetí sady.
Turnajová dvacítka Karolína Muchová vyhrála ve 23 letech první zápas v hlavní soutěži melbournského majoru. Za stavu her 5–2 ve třetím dějství proti Belgičance Kirsten Flipkensové nevyužila dva mečboly a postup do druhého kola na čtvrtém grandslamu v řadě získala až v supertiebreaku. Na divokou kartu hrající šampionka z roku 2008 Maria Šarapovová se na dvorce vrátila po zranění ramene. Po dvousetové porážce od chorvatské světové dvacítky Donny Vekićové se jako 145. hráčka žebříčku po grandslamu propadla na 369. místo, nejnižší postavení od srpna 2002. Jednalo se o její poslední zápas kariéry, když 26. února 2020 ukončila profesionální kariéru.
Mezi překvapení se zařadila dvousetová prohra dvanácté nasazené Britky Johanny Kontaové od Tunisanky Ons Džabúrové i vyřazení Sloane Stephensové od Číňanky Čang Šuaj, přestože šla Američanka v závěru druhé sady podávat na vítězství v zápase. Krizový moment v úvodním setu zvládla světová trojka Simona Halepová, která odvrátila tři setboly podávající Jennifer Bradyové a následně dovedla duel do vítězného konce. Naopak osmifinalistka z roku 2019 Amanda Anisimovová dohrála na raketě Kazašky Zariny Dijasové, která vylepšila sezónní poměr utkání na 8–1. Dvanáctá hráčka žebříčku Aryna Sabalenková nezvládla obě zkrácené hry s Carlou Suárezovou Navarrovou, trojnásobnou čtvrtfinalistkou turnaje. Ve vyrovnaném duelu zahrála Běloruska 32 vítězných míčů a vytvořila 58 nevynucených chyb. Španělka zaznamenala 18 winnerů na 36 nevynucených chyb.

#### 2. kolo
Na pátém grandslamu v řadě prošla do třetí fáze světová sedmička Belinda Bencicová, když zvládla koncovky obou setů proti Lotyšce Jeļeně Ostapenkové. Ve druhém z nich přitom otočila nepříznívý stav her 2–5. Také Španělka Garbiñe Muguruzaová postoupila po třísetové bitvě s Australankou Ajlou Tomljanovićovou a v probíhající sezóně si připsala již sedmou výhru. Sedmnáctá nasazená Němka Angelique Kerberová získala vyřazením Australanky Priscilly Honové, jíž organizátoři udělili divokou kartu, poprvé dvě výhry v řadě od září 2019. Světová desítka Kiki Bertensová porazila ve dvou sadách další Australanku Arinu Rodionovovou, čímž na úvodním majoru vyrovnala své maximum.
Poslední zápas v Melbourne Parku odehrála 31letá Carla Suárezová Navarrová, která ve své závěrečné sezóně na okruhu nestačila na 18letou Polku Igu Świątekovou. Světová dvojka Karolína Plíšková měla horší vstup do utkání proti sedmdesáté druhé ženě klasifikace Lauře Siegemundové z Německa, která se ujala vedení 3–1 na gemy. Další vývoj však ovládla Plíšková a po 86 minutách dvousetového klání postoupila. Premiérově nasazená na grandslamu Karolína Muchová podlehla až 600. hráčce žebříčku CiCi Bellisové ze Spojených států po dvousetovém průběhu. Dvacetiletá Američanka nastoupila teprve do čtvrtého turnaje od března 2018, když byla dlouhodobě sužovaná zraněními a prodělala více operativních zákroků. Muchová vstup do sezóny komentovala slovy: „Hledám svoji hru. Je to frustrující, protože jsem zvyklá na lepší výkony. Na druhou stranu nehodlám panikařit.“
Ve větrných podmínkách svedla dvousetovou bitvu Petra Kvitová, jež proti 22leté Paule Badosové v úvodní sadě dotahovala ztrátu ze stavu 2–4 a 15:40. Španělka, hrající poprvé druhé kolo grandslamu, si v závěru druhého dějství vypracovala tři setboly v řadě. Ani jeden z nich však hráčka z konce první stovky nevyužila a Češka sérií tři her dovedla duel do vítězného konce. Dvacátá pátá nasazená Ruska Jekatěrina Alexandrovová hladkou výhrou nad kvalifikantkou Barboru Krejčíkovou prodloužila sérii neporazitelnosti na 12 zápasů. Obhájkyně trofeje Naomi Ósakaová ztratila proti čínské světové dvaačtyřicítce Čeng Saj-saj stejně jako v úvodním kole šest her. Duel dokonce kopíroval průběh zápasu Japonky proti Bouzkové, když na úvod dokázala otočit nepříznivý vývoj gemů 2–4. Nezaváhala ani světová jednička Ashleigh Bartyová. Slovinka Polona Hercogová na ni uhrála jen pět her. Vyřazením belgické kvalifikantky Greet Minnenové vylepšila dvacetiletá Jelena Rybakinová sezónní bilanci zápasů již na 11–1, když na předcházejícím turnaji v Hobartu vybojovala trofej a v Šen-čenu postoupila do finále.
Třicátá šestá žena klasifikace, Dánka Caroline Wozniacká, dokázala v úvodní sadě zvrátit nepříznivý stav her 1–5 a ve druhé dohnat ztrátu dvou servisů z poměru 0–3. V duelu se světovou jedenadvacítkou Dajanou Jastremskou rozhodla o postupu v koncovkách obou setů. Jastremská, kterou na okruhu doprovázela pověst simulantky využívající zdravotní přestávky k rozhození soupeřek, si opět – před gemem od možného vyřazení – vyžádala ošetření stehna. Wozniacká na to po utkání reagovala slovy: „Zcela evidentně se snažila mě vyhodit z rytmu. Byl to jen trik, snažila jsem se maximálně soustředit na sebe […] Jsem ráda, že jsem udržela hlavu v zápase a nenechala se vyvést z míry. Ale já ji znám, věděla jsem, co přijde“. Bez potíží prošla do třetího kola Američanka Serena Williamsová po dvousetové výhře nad Slovinkou Tamarou Zidanšekovou. Naopak koncovku rozhodující sady nezvládla nasazená Chorvatka Petra Martićová, jíž vyřadila třicátá devátá hráčka žebříčku Julia Görgesová. Aktivní vzájemnou bilanci zápasů tak Němka navýšila na 3–0. Rumunka Sorana Cîrsteaová vstoupila do rozhodující třetí sady proti Coco Gauffové lépe. Po prolomení servisu se ujala vedení 3–0 na gemy. Americká teenagerka však průběh otočila a postoupila do další fáze.

#### 3. kolo
Třísetovou porážkou od Tunisanky Ons Džabúrové ukončila profesionální kariéru bývalá světová jednička a vítězka melbournského grandslamu z roku 2018 Caroline Wozniacká, která dokázala v poslední sadě dotáhnout ztrátu her 0–3, ale v závěru opět o podání přišla. Džabúrová dominovala ve vítězných míčích, jichž zahrála 43 oproti 9 winnerům Dánky. Stala se tak historicky první Arabkou ve čtvrtém kole grandslamové dvouhry. Po skončení proběhlo s 29letou Wozniackou oficiální rozloučení, na nějž měla navázat závěrečná květnová exhibice proti Sereně Williamsové v Kodani.
Překvapením se stalo vyřazení obhájkyně trofeje a světové čtyřky Naomi Ósakaové od 15leté Američanky Coco Gauffové, která jí tak oplatila hladkou prohru z US Open 2019. Američanka figurující na šedesáté sedmé příčce žebříčku vyrovnala dvousetovou výhrou své grandslamové maximum. Ósakaová utržila z osmnácti naposledy odehraných utkání teprve druhou porážku, když v jediné předchozí měla proti Plíškové mečbol. V duelu trvajícím 67 minut využila Gauffová tři ze čtyř brejkbolů, zatímco Japonka jeden ze dvou. Členku elitní světové desítky zdolala Američanka podruhé a zajistila si posun do první padesátky klasifikace. Podruhé do osmifinále grandslamu postoupila 21letá Američanka a turnajová čtrnáctka Sofia Keninová, která v úvodním setu zlikvidovala ztrátu gemů 2–5 a odvrátila čtyři setboly Číňanky Čang Šuaj. Ve zkrácené hře druhé sady nejdříve neproměnila dva mečboly, poté zachránila setbol a zápas zakončila využitím třetího mečbolu.
Světová devítka a 38letá úřadující šampionka z Aucklandu Serena Williamsová, usilující o vyrovnání historického rekordu Margaret Courtové v počtu 24 grandslamových trofejí z dvouhry, překvapivě nezvládla duel s dvacátou devátou hráčkou žebříčku Wang Čchiang. Číňanka jí oplatila debakl ze čtvrtfinále US Open 2019 a snížila pasivní poměr vzájemných zápasů na 1–2. Američanka se již zachraňovala ve druhém setu, kdy dotáhla ztrátu her 3–5 a následně získala tiebreak. Ve třetím dějství si jako jediná vypracovala brejkové příležitosti čínská tenistka, která se favoritce vyrovnala v tvrdém a útočném stylu hry. Zatímco v utkání na US Open Wangová nezahrála ani jeden vítězný úder, v Melbourne si jich připsala 25 na 20 nevynucených chyb. Williamsová nastřílela 43 winnerů oproti 56 nevynuceným chybám. Číňanka se dostala k dvanácti brejkbolům, na rozdíl od šesti soupeřky, a proměnila tři vůči jedinému Američanky. Williamsová tak prohrála jubilejní 50. grandslamový zápas na 349 výher. Světová jednička Ashleigh Bartyová ztratila jen pět her v duelu s Jelenou Rybakinovou. Osmnáctá nasazená Američanka Alison Riskeová otočila průběh zápasu s Němkou Julií Görgesovou, jež dominovala v první sadě. Ve třetím vzájemném klání ji poprvé porazila.

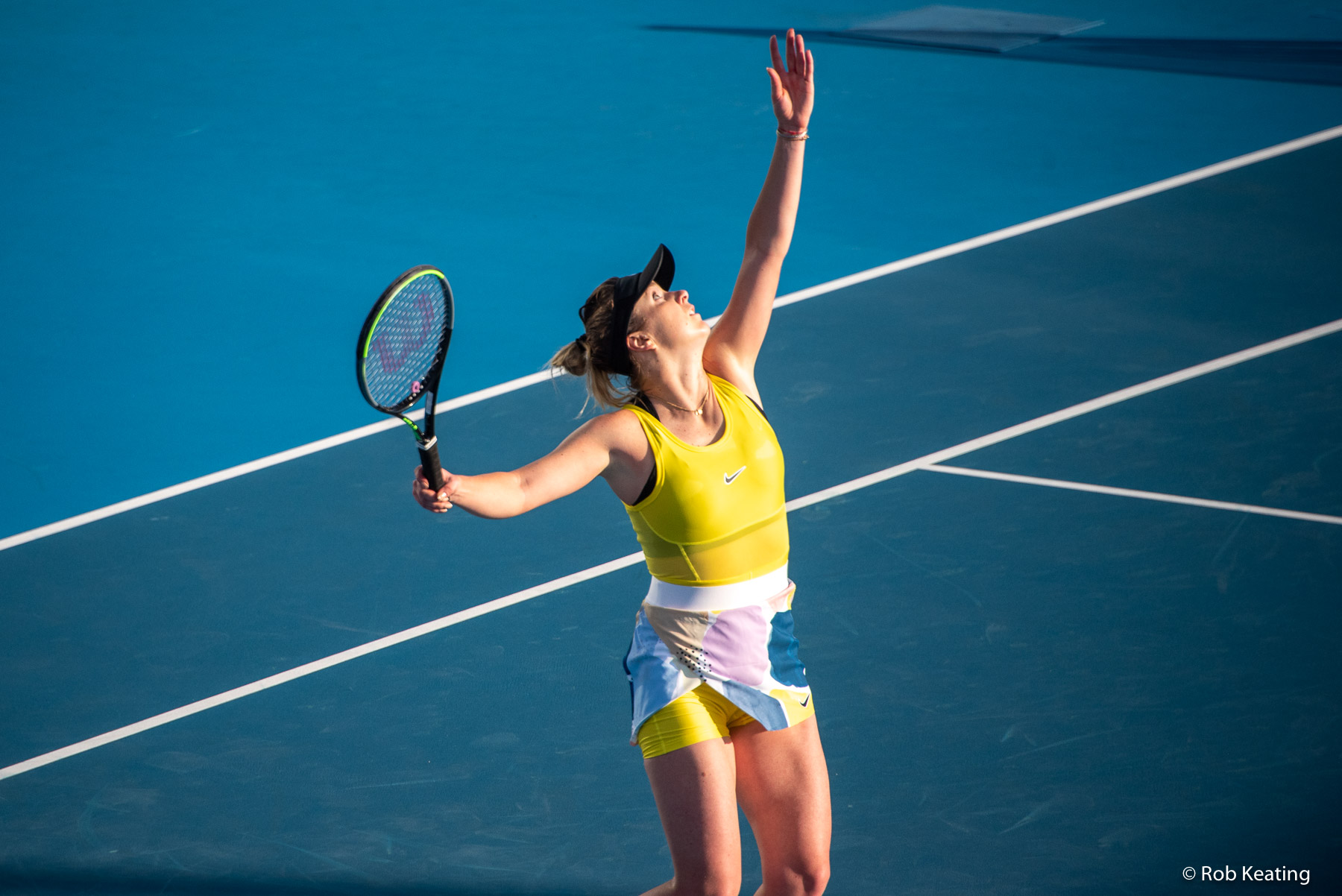
Ukrajinská světová pětka Elina Svitolinová ve třetí fázi uhrála jen pět gemů na Garbiñe Muguruzaovou

Španělka Garbiñe Muguruzaová ztratila jen tři gemy s ukrajinskou světovou pětkou Elinou Svitolinovou a za 68 minut popáté postoupila do osmifinále turnaje. Pasivní poměr vzájemných duelů snížila na 5–6, včetně negativní bilance na tvrdém povrchu 2–4. V osmifinále ji čekala Nizozemka Kiki Bertensová, která vyřadila Kazašku Zarinu Dijasovou po dvousetovém průběhu.
Ani ve třetím kole neztratila set 29letá Petra Kvitová, která za hodinu hladce přehrála Rusku Jekatěrinu Alexandrovovou. Ukončila tak její 12zápasovou neporazitelnost. V úvodní hře Češka odvrátila jedinou brejkovou hrozbu soupeřky, jež na ni v celém průběhu uhrála jen tři hry. Světová třiadvacítka Řekyně Maria Sakkariová prošla do prvního grandslamového osmifinále po vítězství nad jedenáctou ženou klasifikace Madison Keysovou. Finalistka z roku 2018 Simona Halepová si za 78 minut v prvním vzájemném duelu poradila s Kazaškou Julií Putincevovou ve dvou setech. Již postupem do třetího kola v Melbourne vyhrála poprvé od července 2019 dva zápasy v řadě. Estonka Anett Kontaveitová, figurující na třicáté první příčce, deklasovala za 49 minut světovou sedmičku Belindu Bencicovou, která získala jediný gem. Při 21 winnerech a pouze 7 nevynucených chybách se podruhé probojovala do čtvrté fáze Australian Open. Druhou účast v osmifinále grandslamu si po French Open 2019 zajistila polská teenagerka Iga Świąteková, jež vyřadila Chorvatku Donnu Vekičovou.

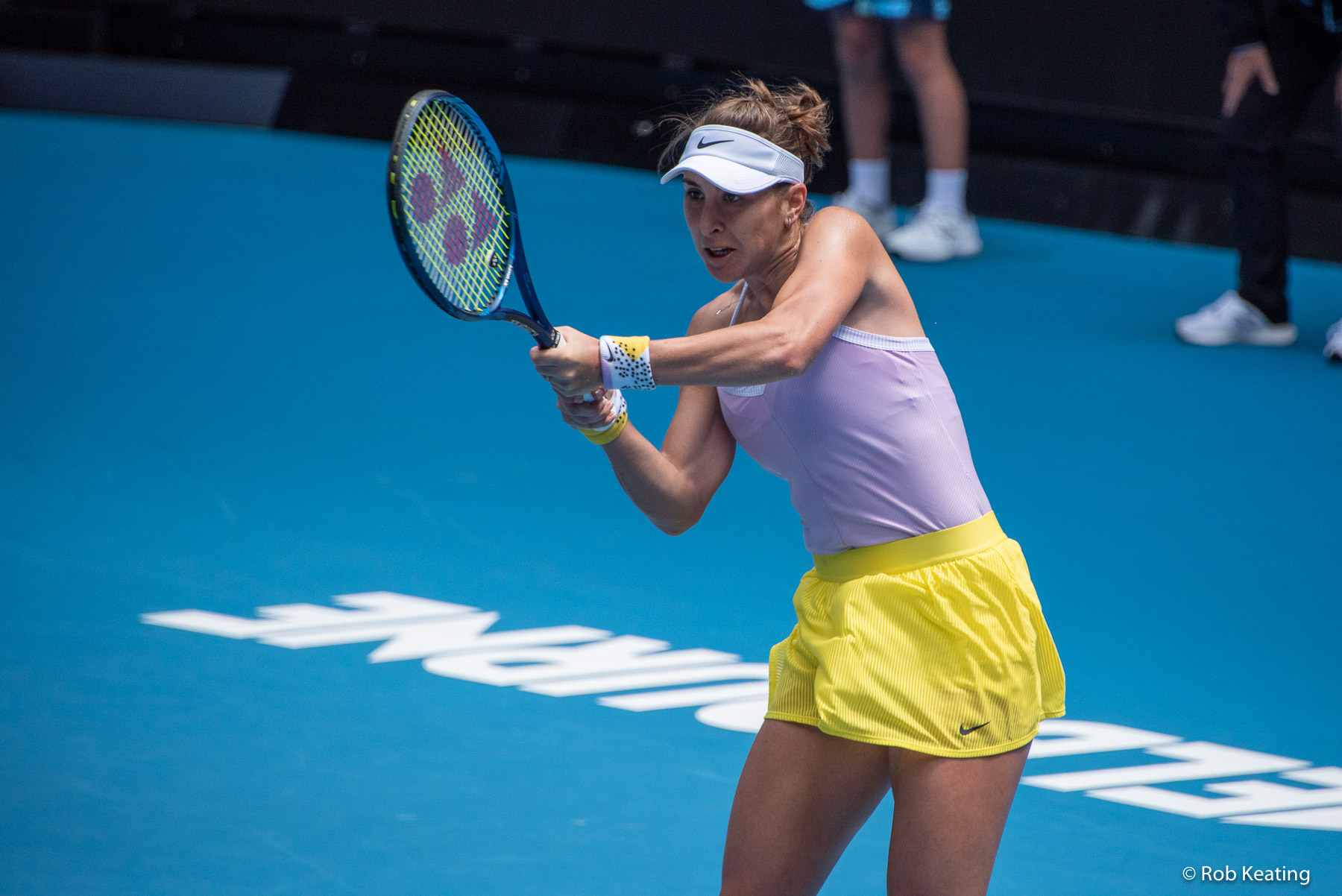
Sedmou tenistku světa Belindu Bencicovou ze Švýcarska ve třetím utkání deklasovala Estonka Anett Kontaveitová za pouhých 49 minut

Až v sedmém vzájemném střetnutí premiérově nestačila světová dvojka Karolína Plíšková na ruskou světovou třicítku Anastasiji Pavljučenkovovou. První vítězný gem Plíškové na podání trval 18 minut, odehráno bylo dvanáct shod a Češka odvrátila šest brejkbolů. Útočně hrající Pavljučenkovová zvládla obě zkrácené hry a po 2.25 hodinách postoupila. Obě hráčky měly nízké procento využití brejkových příležitostí. Plíšková, jež nepřešla třetím kolem poprvé od roku 2016, proměnila dva z deseti brejkbolů oproti dvěma využitým z patnácti brejkbolů Rusky. Němka Angelique Kerberová postoupila do osmifinále popáté v řadě, když v třísetové bitvě vyřadila Italku z počátku druhé světové stovky Camilu Giorgiovou. Aktivní poměr vzájemných duelů navýšila na 5–0.

#### 4. kolo
Světová třiadvacítka Maria Sakkariová nenavázala na předchozí dvě výhry s Petrou Kvitovou a své první grandslamové osmifinále prohrála. V úvodní sadě prolomila podání Češky již v úvodní hře a v jejím závěru šla dvakrát podávat na vítězství v setu. Kvitová však vždy získala brejk a Řekyně o prvním dějství rozhodla až vyhranou zkrácenou hrou. Po sérii prolomených podání ve druhém setu potvrdila Češka brejk za stavu 4–3, kdy zpřesnila hru a začala méně chybovat. Čtvrté prohrané podání řecké jedničky v prostřední části duelu pak znamenalo vyrovnání sad. V rozhodující sadě již na dvorci dominovala Kvitová, která soupeřku nepustila k žádné brejkové příležitosti, sama dvakrát prolomila servis a počtvrté v kariéře prošla do čtvrtfinále. Poměr vítězných míčů a nevynucených chyb u ní činil 33–46, zatímco Řekyně měla bilanci 18–30. Z třísetového klání Američanek o první účast v grandslamovém čtvrtfinále vyšla vítězně světová patnáctka Sofia Keninová, když zdolala patnáctiletou Coco Gauffovou. Po nezvládnutém úvodním tiebreaku ztratila 21letá hráčka v dalším průběhu jen tři hry. Keninová vyprodukovala méně chybných úderů, 22 nevynucených chyb na 48 Gauffové.

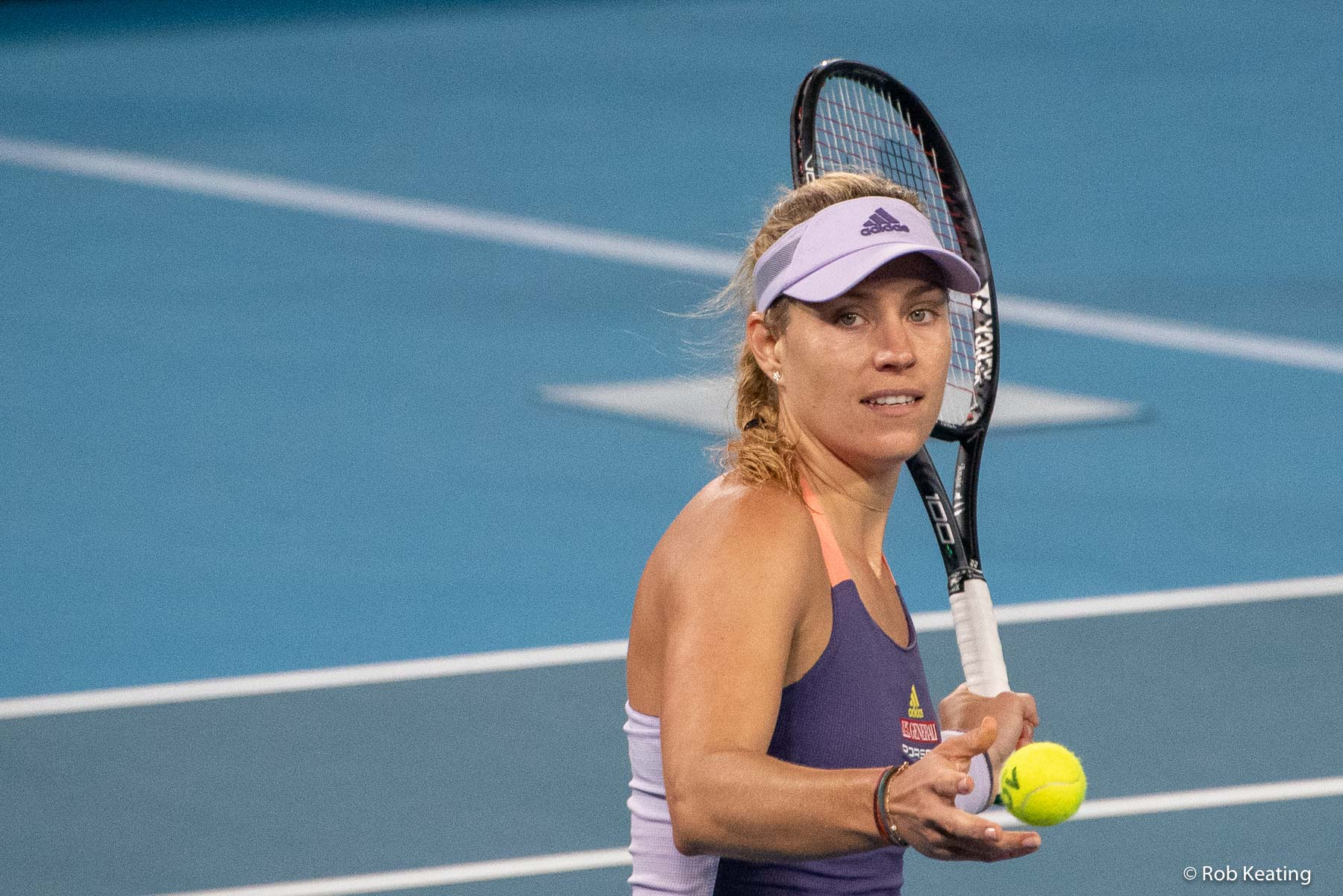
Německá šampionka z roku 2016 Angelique Kerberová v osmifinále nestačila na Rusku Anastasiji Pavljučenkovovou

Tunisanka Ons Džabúrová navýšila o další kolo rekord první Arabky ve čtvrtfinále singla na grandslamu, když za 77 minut zdolala dvacátou sedmou nasazenou Číňanku Wang Čchiang po dvousetovém průběhu. V obou předchozích vzájemných duelech přitom světová osmasedmesátka Džabúrová nezískala ani jeden set, v lednové šenčenské přípravě uhrála pouze tři gemy. Na vítězné míče Wangovou přestřílela 29–11 a dosáhla výrazně vyšší procentuální úspěšnosti získaných míčů po druhém podání. Až ve třetím vzájemném duelu dokázala porazit světová jednička Ashleigh Bartyová devatenáctou ženu rankingu Alison Riskeovou ze Spojených států. Po hodině a 36 minutách si Australanka vypracovala první mečbol, při němž se Riskeová dopustila druhé dvojchyby v třísetovém utkání. Potřetí v kariéře tak Bartyová postoupila mezi poslední osmičku na grandslamu a zároveň vyrovnala rok staré maximum v Melbourne Parku.
Belgická semifinalistka z roku 2018 Elise Mertensová, jíž patřila sedmnáctá příčka klasifikace, nezvládla s 28letou Rumunkou Simonou Halepovou závěry obou sad, v nichž přišla o rozhodující podání. Již v průběhu obou setů Halepová soupeřce prolomila servis, ve druhém dějství dokonce dvakrát, ale ta vždy srovnala stav na 4–4. Pak ovšem následoval rozhodující brejk ve prospěch rumunské světové trojky, která za 1.37 hodiny navýšila poměr vzájemných utkání na 3–1. Málo chybující Halepová se dopustila jen osmi nevynucených chyb na třicet osm Mertensové. Potřetí za sebou zdolala Španělka Garbiñe Muguruzaová nizozemskou světovou desítku Kiki Bertensovou, přestože do utkání vstoupila prohraným podáním. V každé z obou sad ztratila jediné, zatímco Nizozemka jej neudržela pětkrát. Třicátá devátá žena žebříčku tak v roce 2020 pod novou trenérkou Martínezovou navýšila poměr utkání na 9–1 a podruhé postoupila mezi poslední osmičku.
Jako první estonský tenista postoupila Anett Kontaveitová do čtvrtfinále dvouhry Australian Open. Rovněž se jednalo o její kariérní maximum na turnajích velké čtyřky. V roli turnajové osmadvacítky vyřadila za 2.42 hodiny v třísetové bitvě 18letou Polku Igu Świątekovou, přestože ztratila úvodní sadu v tiebreaku. V rozhodujícím dějství již Kontaveitová vedla 5–1 na gemy. Ve formě hrající Polka dokázala srovnat na 5–5, aby poté o servis znovu přišla. V utkání měla nižší 37% úspěšnost proměňování brejkbolů oproti 64 % Estonky (9 ze 14). Do třetího čtvrtfinále melbournského majoru a šestého na grandslamu postoupila Anastasija Pavljučenkovová po vyřazení německé šampionky z roku 2016 Angelique Kerberové, ačkoli ztratila úvodní sadu v tiebreaku. 28letá Ruska v utkání trvajícím 2.37 hodiny nastřílela 71 vítězných míčů oproti 35 Němky a poprvé na turnajích velké čtyřky postoupila mezi poslední osmičku dvakrát za sebou. Ve čtvrtých kolech grandslamu navýšila aktivní zápasovou bilanci na 6–1.

### Druhý hrací týden

#### Čtvrtfinále
V repríze utkání z téže fáze dvouhry 2019 oplatila světová jednička Ashleigh Bartyová prohru obhájkyni finálové účasti Petře Kvitové, jíž porazila počtvrté v řadě. Tím srovnala poměr vzájemných duelů na 4–4, v nichž vedla 4–2 na tvrdém povrchu. V úvodní sadě si obě soupeřky prolomily podání ve druhých servírovacích hrách. Češka pak nevyužila pět brejkbolů v sedmém gemu. Ve zkrácené hře si jako první vypracovala setbol, který však na podání neproměnila. Vzápětí svůj první setbol využila Australanka. Psychickou výhodu zužitkovala dominantním vstupem do druhé sady, v němž se ujala vedení 4–0 na gemy. Následně obě ještě ztratily po jednom servisu. Světová jednička duel zakončila po 1.46 hodině využitím prvního mečbolu. Kvitová měla nízkou 17% úspěšnost proměňování brejkových příležitostí (2 z 12) proti 50% úspěšnosti světové jedničky (4 z 8). Bartyová prošla do semifinále jako první Australanka od Wendy Turnbullové z roku 1984. Na grandslamu vůbec poprvé porazila členku elitní světové desítky, když pět předchozích duelů s těmito hráčkami nezvládla. Proti tenistkám z Top 20 zlepšila pasivní bilanci grandslamových zápasů na 3–10. Kvitová prohrála druhé ze čtyř melbournských čtvrtfinále, jímž navázala na porážku od Věry Zvonarevové z roku 2011. Postupem Keninové do finále Češka vypadla po turnaji z první světové desítky, když figurovala na 11. příčce.
Premiéru ve čtvrtfinále prožily světová patnáctka Sofia Keninová i Tunisanka z osmé desítky žebříčku Ons Džabúrová. Dvousetovou výhrou Keninová navýšila aktivní bilanci vzájemných duelů na 4–1. Po třech předchozích výhrách Američanka vždy ovládla celý turnaj. V úvodním dějství prolomila servis soupeřky dvakrát, zatímco Džabúrová získala jediný brejk. Americká hráčka však dokázala využít až šestý setbol. Druhou sadu rozhodlo ztracené podání Tunisanky v sedmé hře. Keninová tak potvrdila prvenství ze sezóny 2019 jako tenistka s nejvyšším počtem 38 vyhraných zápasů na tvrdém povrchu (spolu s Bartyovou). Poměr nevynucených chyb a vítězných míčů činil u Keninové 16–14 zatímco u Tunisanky 36–34. Džabúrová se stala první Arabkou i tuniským hráčem ve čtvrtfinále grandslamu. Rovněž do této fáze majoru postoupila jako první africký tenista od Maročana Hišáma Arázího na Australian Open 2004, respektive první Afričanka od Amandy Coetzerové na Australian Open 2001. Ve 21 letech byla Keninová nejmladší čtvrtfinalistkou a výhrou se stala první hráčkou narozenou roku 1998 v semifinále grandslamu, nikoli však nejmladší.
Rumunská světová trojka Simona Halepová vyřadila estonskou turnajovou osmadvacítku Anett Kontaveitovou za 53 minut po ztrátě pouhých dvou her. Duel měla pod kontrolou, když vyhrála 78 % míčů po prvním servisu a pětkrát v řadě soupeřce prolomila podání. Rumunka zahrála 12 winnerů včetně pěti es na 10 nevynucených chyb proti 15 vítězným míčům na 15 nevynucených chyb Estonky. Halepová tak po dvou letech postoupila do druhého melbournského semifinále.
Třicátá druhá hráčka žebříčku, 26letá Garbiñe Muguruzaová zdolala o dvě příčky výše postavenou Rusku Anastasiji Pavljučenkovovou po dvousetovém průběhu. Kladnou bilanci vzájemných utkání tím navýšila na 5–1. Poprvé od French Open 2018, popáté na grandslamu a premiérově v Melbourne postoupila do semifinále. V úvodní sadě si obě soupeřky dvakrát prolomily servis, než přišla třetí rozhodující ztráta Rusky za stavu her 5–6. Na úvod druhého setu každá své podání prohrála. Za stavu 3–2 na gemy pak Španělka získala rozhodující brejk a dovedla duel do vítězného konce. Muguruzaová vytvořila 21 nevynucených chyb i vítězných míčů proti 18 winnerům a 26 takovým chybám Pavljučenkovové.

#### Semifinále
Semifinále se hrála v Rod Laver Areně za teploty dosahující 100 °F (38 °C). Obě skončila shodným výsledkem a hráčky, které vyhrály úvodní sadu otočily průběh druhé ze stavu 3–5 na gemy sérií čtyř her v řadě.

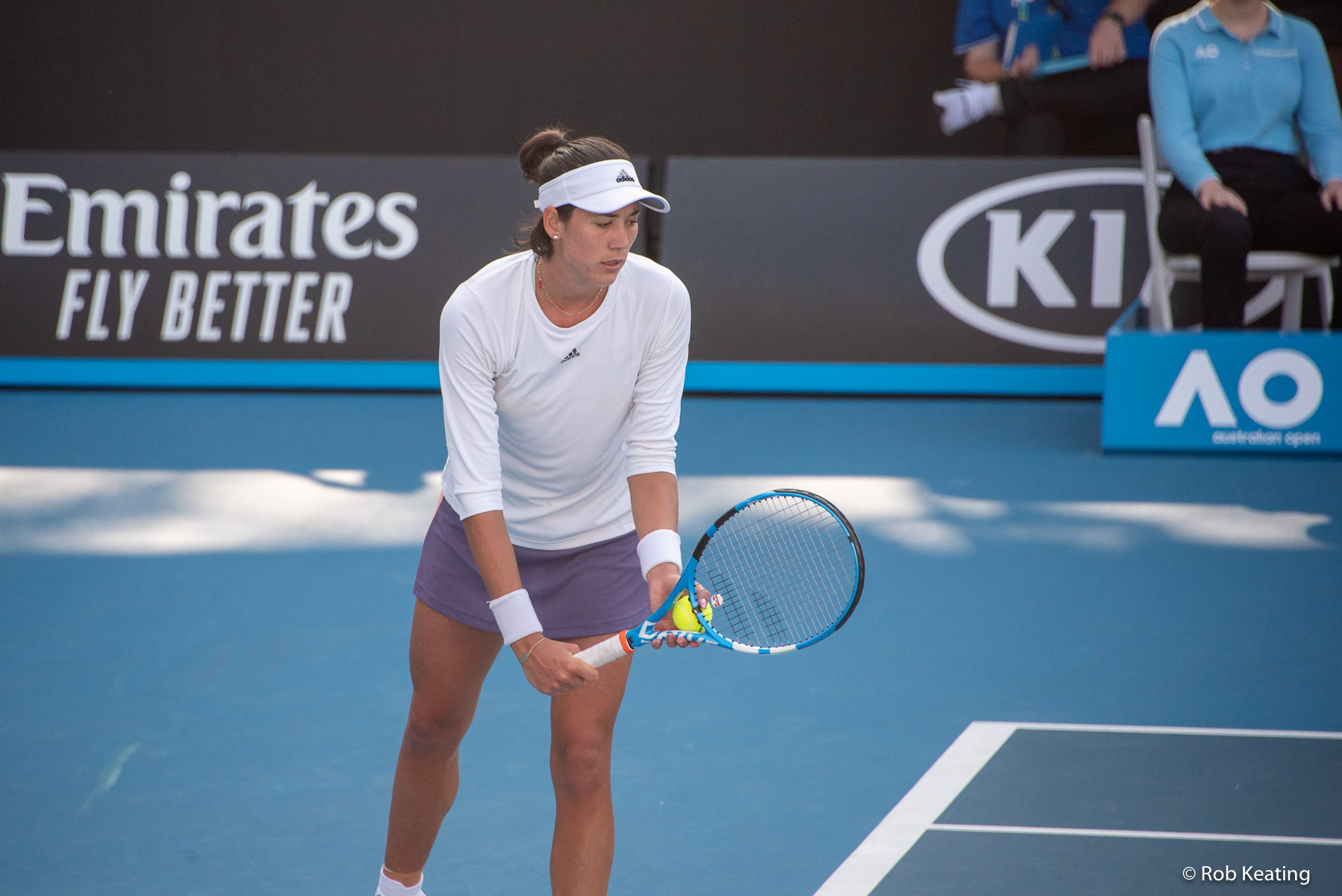
Garbiñe Muguruzaová v semifinále přehrála světovou trojku Simonu Halepovou a stala se třetí španělskou finalistkou australského grandslamu. Z boje o titul odešla poražena od Američanky Sofie Keninovové

Australská světová jednička Ashleigh Bartyová nenašla recept na čtrnáctou nasazenou Američanku ruského původu Sofii Keninovovou a po dvou vyrovnaných setech za 1.45 hodiny prohrála. V utkání přitom byla Australanka lepší hráčkou, jako první si vždy vypracovala setboly, ale nezvládla klíčové momenty. V úvodním dějství žádná ze soupeřek neztratila podání. V prvních dvou servírovacích hrách Bartyová nastřílela šest es a v setu ovládla hlavní statistiky. Jediné tři brejkové příležitosti nevyužila Australanka v šesté hře. Ve zkrácené hře si pak vypracovala vedení 6:4 na míče, ale ani jeden ze dvou setbolů neproměnila. Keninová sadu získala šňůrou čtyř vyhraných výměn. Ve druhém servírovacím gemu druhého setu ztratila Američanka podání. O šanci na rovnání sad však Bartyová přišla za stavu 5–4, kdy nevyužila dva setboly a soupeřka si vzala servis zpátky. Od stavu her 5–3 tak australská favoritka prohrála čtyři gemy v řadě a druhým ztraceným podáním v řadě opustila turnaj. Poslední Australankou ve finále zůstala Wendy Turnbullová, která do této fáze postoupila v roce 1980. Američanka snížila pasivní poměr vzájemných duelů na 2–4, když navázala na jedinou výhru z Rogers Cupu 2019. Keninová postoupila do prvního grandslamového finále a zajistila si debutový posun do elitní světové desítky žebříčku WTA. Na Australian Open se stala nejmladší přemožitelkou světové jedničky od roku 2008, kdy Šarapovová přehrála Heninovou, respektive nejmladší takovou tenistkou na grandslamu od French Open 2014 a výhry Muguruzaové nad Serenou Williamsovou.
Ve svém prvním melbournském semifinále zdolala třetí hráčku klasifikace Simonu Halepovou po vyrovnaném dvousetovém průběhu, stejným poměrem, jakým skončil úvodní semifinálový duel. Obě soupeřky si v úvodním dějství prolomily jednou podání. Rumunka si vynutila tiebreak poté, co odvrátila dva setboly za stavu her 5–6. V dlouhé zkrácené hře si první dva setboly vypracovala Španělka. Po jejich nevyužití měla naopak dvě šance na ukončení setu Halepová. Ani ta je však nezužitkovala. Set tak vyhrála Muguruzaová pátým proměněným setbolem a konečným stavem míčů 10:8. Ve druhém dějství si rumunská favoritka vypracovala vedení 5–3 na gemy, ale sérií čtyř prohraných her v řadě ztratila celý zápas. Španělská třicátá druhá žena pořadí zahrála 39 vítězných míčů včetně deseti es proti 20 winnerům soupeřky. Navíc dobře využívala taktických přechodů k síti, když z 30 náběhů vyhrála více než dvě třetiny výměn. Kladný poměr vzájemných duelů navýšila na 5–2. Sezónní zápasová bilance 11–1 jí zajistila návrat do elitní světové dvacítky.

#### Finále: První grandslam pro Sofii Keninovou
Finále se hrálo v Rod Laver Areně pod zataženou střechou za chladnějších podmínek než předchozí část turnaje. Hlavní rozhodčí byla Řekyně Eva Asderakiová-Mooreová.
| Statistiky finále        | Statistiky finále      | Statistiky finále |
| Keninová                 |                        | Muguruzaová       |
| ------------------------ | ---------------------- | ----------------- |
| 2                        | esa                    | 9                 |
| 0                        | dvojchyby              | 8                 |
| 64 z 87 = 74 %           | úspěšnost 1. podání    | 47 z 82 = 57 %    |
| 41 z 64 = 64 %           | body po 1. podání      | 35 ze 47 = 74 %   |
| 15 z 23 = 65 %           | body po 2. podání      | 11 z 35 = 31 %    |
| 56 z 87 = 64 %           | vyhrané body na podání | 46 z 82 = 56 %    |
| 28                       | vítězné míče           | 32                |
| 23                       | nevynucené chyby       | 45                |
| 5 ze 6 = 83 %            | využité brejkboly      | 2 z 12 = 17 %     |
| 5 ze 7 = 71 %            | vyhrané míče na síti   | 16 z 24 = 67 %    |
| 4                        | nejvíce her v řadě     | 3                 |
| délka utkání 2.03 hodiny |                        |                   |

Vítězkou se stala americká světová patnáctka Sofia Keninová, která otočila průběh finále s třicátou druhou hráčkou žebříčku Garbiñe Muguruzaovou ze Španělska a vyhrála po setech 4–6, 6–2, 6–2. Ve 21 letech a 80 dnech věku se stala nejmladší finalistkou od Australian Open 2008, kdy v boji o titul porazila 20letá Šarapovová o několik měsíců mladší Srbku Ivanovićovou, respektive nejmladší šampionkou právě od dané trofeje Šarapovové. Do čtvrtého grandslamového a prvního melbournského boje o titul nastoupila 26letá Španělka, která v předchozích třech utkáních proti sestrám Williamsovým dvakrát vyhrála. Do finále v Melbourne postoupila jako první nenasazená hráčka od Sereny Williamsové z roku 2007. Jediný předchozí vzájemný duel vyhrála Keninová v úvodním kole pekingského China Open 2019.
Muguruzaová vstoupila do svého 57. utkání proti americké soupeřce na okruhu lépe, když prolomila druhé podání Keninové. Američanka si jej vzala zpět v osmé hře, ale Španělka odpověděla rebrejkem a dvěma gemy získala set poměrem 6–4. Po třech čistých hrách v úvodu druhé sady prolomila Keninová Španělce podání a ujala se vedení her 3–1. Na dvorci převzala iniciativu, minimálně chybovala a přesným umisťováním míčů k základní čáře ztěžovala útoky protihráčce. Na 15 nevynucených chyb z úvodní sady zahrála Američanka ve zbylých dvou jen osm. Muguruzaová, podávající na udržení ve druhém setu za stavu 2–5, však brejkbolovou hrozbu nezvládla a sadu ztratila. Ve třetím dějství Španělka nevyužila za stavu her 2–2 tři brejkboly v řadě, které soupeřka zachránila pěti míči v řadě díky forhendovým winnerům a esu. Vzápětí sama o servis přišla, čímž se zopakoval scénář z první sady. Na podání za stavu gemů 2–5 pak zahrála tři dvojchyby včetně závěrečného míče, při němž čelila mečbolu.
Z prvního kariérního finále grandslamu si tak Keninová odvezla premiérový titul z majorů a čtvrtý v rámci okruhu WTA Tour. Zisk trofeje komentovala slovy: „Dnes se mi splnil sen, jsem plná emocí a je těžké teď slovy něco vyjádřit. Jen mohu říct: Když máte sen, jděte si za ním. Poslední dva týdny byly nejlepší v mém životě.“ Stala se tak první americkou šampionkou v Melbourne Parku, nepočítaje Serenu Williamsovou, od triumfu Jennifer Capriatiové v roce 2002. Bodový zisk ji poprvé posunul do elitní světové desítky žebříčku WTA na 7. místo, čímž premiérově plnila roli americké jedničky. Muguruzaové následně patřila 16. příčka. Keninová si do žebříčku WTA připsala 2 000 bodů a získala odměnu 4 120 000 australských dolarů (cca 64,5 milionu korun).

## Nasazení hráček
1.    Ashleigh Bartyová (semifinále)
 2.    Karolína Plíšková (3. kolo)
 3.    Naomi Ósakaová (3. kolo)
 4.    Simona Halepová (semifinále)
 5.    Elina Svitolinová (3. kolo)
 6.    Belinda Bencicová (3. kolo)
 7.    Petra Kvitová (čtvrtfinále)
 8.    Serena Williamsová (3. kolo)
 9.    Kiki Bertensová (4. kolo)
10.    Madison Keysová (3. kolo)
11.    Aryna Sabalenková (1. kolo)
12.    Johanna Kontaová (1. kolo)
13.    Petra Martićová (2. kolo)
14.    Sofia Keninová (vítězka)
15.    Markéta Vondroušová (1. kolo)
16.    Elise Mertensová (4. kolo)
17.    Angelique Kerberová (4. kolo)
18.    Alison Riskeová (4. kolo)
19.    Donna Vekićová (3. kolo)
20.    Karolína Muchová (2. kolo)
21.    Amanda Anisimovová (1. kolo)
22.    Maria Sakkariová (4. kolo)
23.    Dajana Jastremská (2. kolo)
24.    Sloane Stephensová (1. kolo)
25.    Jekatěrina Alexandrovová (3. kolo)
26.    Danielle Collinsová (2. kolo)
27.    Wang Čchiang (4. kolo)
28.    Anett Kontaveitová (čtvrtfinále)
29.    Jelena Rybakinová (3. kolo)
30.    Anastasija Pavljučenkovová (čtvrtfinále)
31.    Anastasija Sevastovová (1. kolo)
32.    Barbora Strýcová (1. kolo)

## Pavouk
| Legenda                                                       |                                                                        |                                                   |
| - Q – kvalifikant - WC – divoká karta - LL – šťastný poražený | - Alt – náhradník - SE – zvláštní výjimka - PR/SR – žebříčková ochrana | - w/o – bez boje - r – skreč - d – diskvalifikace |

### Finálová fáze
|  | Čtvrtfinále | Čtvrtfinále                | Čtvrtfinále         | Čtvrtfinále | Čtvrtfinále |                |                   | Semifinále | Semifinále     | Semifinále | Semifinále | Semifinále |  |  | Finále | Finále | Finále | Finále | Finále |
|  |             |                            |                     |             |             |                |                   |            |                |            |            |            |  |  |        |        |        |        |        |
|  | 1           | Ashleigh Bartyová          | 78                  | 6           |             |                |                   |            |                |            |            |            |  |  |        |        |        |        |        |
|  | 7           | Petra Kvitová              | 6                   | 2           |             |                |                   |            |                |            |            |            |  |  |        |        |        |        |        |
|  | 7           | Petra Kvitová              | 6                   | 2           |             | 1              | Ashleigh Bartyová | 6          | 5              |            |            |            |  |  |        |        |        |        |        |
|  |             |                            |                     |             |             |                | Ashleigh Bartyová | 6          | 5              |            |            |            |  |  |        |        |        |        |        |
|  |             | 14                         | Sofia Keninová      | 78          | 7           |                |                   |            |                |            |            |            |  |  |        |        |        |        |        |
|  | 14          | 14                         | Sofia Keninová      | 78          | 7           | Sofia Keninová | 6                 | 6          |                |            |            |            |  |  |        |        |        |        |        |
|  | 14          |                            |                     |             |             | Sofia Keninová | 6                 | 6          |                |            |            |            |  |  |        |        |        |        |        |
|  |             | Ons Džabúrová              | 4                   | 4           |             |                |                   |            |                |            |            |            |  |  |        |        |        |        |        |
|  |             |                            |                     |             |             |                |                   | 14         | Sofia Keninová | 4          | 6          | 6          |  |  |        |        |        |        |        |
|  |             |                            |                     |             |             |                |                   |            |                |            |            |            |  |  |        |        |        |        |        |
|  |             |                            | Garbiñe Muguruzaová | 6           | 2           | 2              |                   |            |                |            |            |            |  |  |        |        |        |        |        |
|  | 28          | Anett Kontaveitová         | Garbiñe Muguruzaová | 6           | 2           | 2              | 1                 | 1          |                |            |            |            |  |  |        |        |        |        |        |
|  | 28          | Anett Kontaveitová         |                     |             |             |                | 1                 | 1          |                |            |            |            |  |  |        |        |        |        |        |
|  | 4           | Simona Halepová            | 6                   | 6           |             |                |                   |            |                |            |            |            |  |  |        |        |        |        |        |
|  | 4           | Simona Halepová            | 6                   | 6           |             | 4              | Simona Halepová   | 68         | 5              |            |            |            |  |  |        |        |        |        |        |
|  |             |                            |                     |             |             |                | Simona Halepová   | 68         | 5              |            |            |            |  |  |        |        |        |        |        |
|  |             |                            | Garbiñe Muguruzaová | 710         | 7           |                |                   |            |                |            |            |            |  |  |        |        |        |        |        |
|  |             | Garbiñe Muguruzaová        | Garbiñe Muguruzaová | 710         | 7           | 7              | 6                 |            |                |            |            |            |  |  |        |        |        |        |        |
|  |             | Garbiñe Muguruzaová        |                     |             |             | 7              | 6                 |            |                |            |            |            |  |  |        |        |        |        |        |
|  | 30          | Anastasija Pavljučenkovová | 5                   | 3           |             |                |                   |            |                |            |            |            |  |  |        |        |        |        |        |

### Horní polovina

#### 1. sekce
| První kolo | První kolo | První kolo | První kolo | První kolo |  |  | Druhé kolo | Druhé kolo | Druhé kolo | Druhé kolo | Druhé kolo |  |  | Třetí kolo | Třetí kolo | Třetí kolo | Třetí kolo | Třetí kolo |  |  | Čtvrté kolo | Čtvrté kolo | Čtvrté kolo | Čtvrté kolo | Čtvrté kolo |
|            |            |            |            |            |  |  |            |            |            |            |            |  |  |            |            |            |            |            |  |  |             |             |             |             |             |
| 1          | A Barty    | 5          | 6          | 6          |  |  |            |            |            |            |            |  |  |            |            |            |            |            |  |  |             |             |             |             |             |
|            | L Curenko  | 7          | 1          | 1          |  |  | 1          | A Barty    | 6          | 6          |            |  |  |            |            |            |            |            |  |  |             |             |             |             |             |
|            | P Hercog   | 6          | 6          |            |  |  |            | P Hercog   | 1          | 4          |            |  |  |            |            |            |            |            |  |  |             |             |             |             |             |
|            | R Peterson | 3          | 3          |            |  |  |            |            |            |            |            |  |  | 1          | A Barty    | 6          | 6          |            |  |  |             |             |             |             |             |
|            | A Sasnovič | 63         | 6          | 5          |  |  |            |            |            |            |            |  |  | 29         | J Rybakina | 3          | 2          |            |  |  |             |             |             |             |             |
| Q          | G Minnen   | 7          | 4          | 7          |  |  | Q          | G Minnen   | 3          | 4          |            |  |  |            |            |            |            |            |  |  |             |             |             |             |             |
|            | B Pera     | 3          | 2          |            |  |  | 29         | J Rybakina | 6          | 6          |            |  |  |            |            |            |            |            |  |  |             |             |             |             |             |
| 29         | J Rybakina | 6          | 6          |            |  |  |            |            |            |            |            |  |  |            |            |            |            |            |  |  | 1           | A Barty     | 6           | 1           | 6           |
| 18         | A Riske    | 7          | 2          | 6          |  |  |            |            |            |            |            |  |  |            |            |            |            |            |  |  | 18          | A Riske     | 3           | 6           | 4           |
|            | J-f Wang   | 65         | 6          | 3          |  |  | 18         | A Riske    | 6          | 6          |            |  |  |            |            |            |            |            |  |  |             |             |             |             |             |
|            | V Golubic  | 6          | 1          | 65         |  |  |            | L Ču       | 3          | 1          |            |  |  |            |            |            |            |            |  |  |             |             |             |             |             |
|            | L Ču       | 4          | 6          | 710        |  |  |            |            |            |            |            |  |  | 18         | A Riske    | 1          | 7          | 6          |  |  |             |             |             |             |             |
|            | J Görges   | 6          | 6          |            |  |  |            |            |            |            |            |  |  |            | J Görges   | 6          | 64         | 2          |  |  |             |             |             |             |             |
|            | V Kužmová  | 1          | 2          |            |  |  |            | J Görges   | 4          | 6          | 7          |  |  |            |            |            |            |            |  |  |             |             |             |             |             |
|            | C McHale   | 3          | 0          |            |  |  | 13         | P Martić   | 6          | 3          | 5          |  |  |            |            |            |            |            |  |  |             |             |             |             |             |
| 13         | P Martić   | 6          | 6          |            |  |  |            |            |            |            |            |  |  |            |            |            |            |            |  |  |             |             |             |             |             |

#### 2. sekce
| První kolo | První kolo    | První kolo | První kolo | První kolo |  |  | Druhé kolo | Druhé kolo    | Druhé kolo | Druhé kolo | Druhé kolo |  |  | Třetí kolo | Třetí kolo    | Třetí kolo | Třetí kolo | Třetí kolo |  |  | Čtvrté kolo | Čtvrté kolo | Čtvrté kolo | Čtvrté kolo | Čtvrté kolo |
|            |               |            |            |            |  |  |            |               |            |            |            |  |  |            |               |            |            |            |  |  |             |             |             |             |             |
| 10         | M Keys        | 6          | 6          |            |  |  |            |               |            |            |            |  |  |            |               |            |            |            |  |  |             |             |             |             |             |
|            | D Kasatkina   | 3          | 1          |            |  |  | 10         | M Keys        | 7          | 6          |            |  |  |            |               |            |            |            |  |  |             |             |             |             |             |
|            | M Linette     | 6          | 3          | 4          |  |  |            | A Rus         | 63         | 2          |            |  |  |            |               |            |            |            |  |  |             |             |             |             |             |
|            | A Rus         | 1          | 6          | 6          |  |  |            |               |            |            |            |  |  | 10         | M Keys        | 4          | 4          |            |  |  |             |             |             |             |             |
| Q          | N Hibino      | 4          | 78         | 6          |  |  |            |               |            |            |            |  |  | 22         | M Sakkari     | 6          | 6          |            |  |  |             |             |             |             |             |
|            | Š Pcheng      | 6          | 6          | 3          |  |  | Q          | N Hibino      | 64         | 4          |            |  |  |            |               |            |            |            |  |  |             |             |             |             |             |
|            | M Gasparjan   | 2          | 2          |            |  |  | 22         | M Sakkari     | 7          | 6          |            |  |  |            |               |            |            |            |  |  |             |             |             |             |             |
| 22         | M Sakkari     | 6          | 6          |            |  |  |            |               |            |            |            |  |  |            |               |            |            |            |  |  | 22          | M Sakkari   | 7           | 3           | 2           |
| 25         | J Alexandrova | 6          | 4          | 6          |  |  |            |               |            |            |            |  |  |            |               |            |            |            |  |  | 7           | P Kvitová   | 64          | 6           | 6           |
|            | J Teichmann   | 4          | 6          | 2          |  |  | 25         | J Alexandrova | 6          | 6          |            |  |  |            |               |            |            |            |  |  |             |             |             |             |             |
|            | K Kanepi      | 63         | 6          | 3          |  |  | Q          | B Krejčíková  | 1          | 3          |            |  |  |            |               |            |            |            |  |  |             |             |             |             |             |
| Q          | B Krejčíková  | 7          | 2          | 6          |  |  |            |               |            |            |            |  |  | 25         | J Alexandrova | 1          | 2          |            |  |  |             |             |             |             |             |
|            | P Badosa      | 6          | 6          |            |  |  |            |               |            |            |            |  |  | 7          | P Kvitová     | 6          | 6          |            |  |  |             |             |             |             |             |
| Q          | J Larsson     | 1          | 0          |            |  |  |            | P Badosa      | 5          | 5          |            |  |  |            |               |            |            |            |  |  |             |             |             |             |             |
|            | K Siniaková   | 1          | 0          |            |  |  | 7          | P Kvitová     | 7          | 7          |            |  |  |            |               |            |            |            |  |  |             |             |             |             |             |
| 7          | P Kvitová     | 6          | 6          |            |  |  |            |               |            |            |            |  |  |            |               |            |            |            |  |  |             |             |             |             |             |

#### 3. sekce
| První kolo | První kolo   | První kolo | První kolo | První kolo |  |  | Druhé kolo | Druhé kolo | Druhé kolo | Druhé kolo | Druhé kolo |  |  | Třetí kolo | Třetí kolo | Třetí kolo | Třetí kolo | Třetí kolo |  |  | Čtvrté kolo | Čtvrté kolo | Čtvrté kolo | Čtvrté kolo | Čtvrté kolo |
|            |              |            |            |            |  |  |            |            |            |            |            |  |  |            |            |            |            |            |  |  |             |             |             |             |             |
| 3          | N Ósaka      | 6          | 6          |            |  |  |            |            |            |            |            |  |  |            |            |            |            |            |  |  |             |             |             |             |             |
|            | M Bouzková   | 2          | 4          |            |  |  | 3          | N Ósaka    | 6          | 6          |            |  |  |            |            |            |            |            |  |  |             |             |             |             |             |
|            | S-s Čeng     | 6          | 6          |            |  |  |            | S-s Čeng   | 2          | 4          |            |  |  |            |            |            |            |            |  |  |             |             |             |             |             |
| Q          | A Kalinskaya | 3          | 2          |            |  |  |            |            |            |            |            |  |  | 3          | N Ósaka    | 3          | 4          |            |  |  |             |             |             |             |             |
|            | V Williams   | 65         | 3          |            |  |  |            |            |            |            |            |  |  |            | C Gauff    | 6          | 6          |            |  |  |             |             |             |             |             |
|            | C Gauff      | 7          | 6          |            |  |  |            | C Gauff    | 4          | 6          | 7          |  |  |            |            |            |            |            |  |  |             |             |             |             |             |
|            | S Cîrstea    | 6          | 7          |            |  |  |            | S Cîrstea  | 6          | 3          | 5          |  |  |            |            |            |            |            |  |  |             |             |             |             |             |
| 32         | B Strýcová   | 2          | 65         |            |  |  |            |            |            |            |            |  |  |            |            |            |            |            |  |  |             | C Gauff     | 7           | 3           | 0           |
| 24         | S Stephens   | 6          | 5          | 2          |  |  |            |            |            |            |            |  |  |            |            |            |            |            |  |  | 14          | S Kenin     | 65          | 6           | 6           |
|            | Š Čang       | 2          | 7          | 6          |  |  |            | Š Čang     | 6          | 6          |            |  |  |            |            |            |            |            |  |  |             |             |             |             |             |
|            | S Stosur     | 1          | 4          |            |  |  | Q          | C McNally  | 2          | 4          |            |  |  |            |            |            |            |            |  |  |             |             |             |             |             |
| Q          | C McNally    | 6          | 6          |            |  |  |            |            |            |            |            |  |  |            | Š Čang     | 5          | 67         |            |  |  |             |             |             |             |             |
| Q          | A Li         | 7          | 712        |            |  |  |            |            |            |            |            |  |  | 14         | S Kenin    | 7          | 79         |            |  |  |             |             |             |             |             |
| WC         | L Cabrera    | 64         | 610        |            |  |  | Q          | A Li       | 1          | 3          |            |  |  |            |            |            |            |            |  |  |             |             |             |             |             |
| Q          | M Trevisan   | 2          | 4          |            |  |  | 14         | S Kenin    | 6          | 6          |            |  |  |            |            |            |            |            |  |  |             |             |             |             |             |
| 14         | S Kenin      | 6          | 6          |            |  |  |            |            |            |            |            |  |  |            |            |            |            |            |  |  |             |             |             |             |             |

#### 4. sekce
| První kolo | První kolo     | První kolo | První kolo | První kolo |  |  | Druhé kolo | Druhé kolo   | Druhé kolo | Druhé kolo | Druhé kolo |  |  | Třetí kolo | Třetí kolo  | Třetí kolo | Třetí kolo | Třetí kolo |  |  | Čtvrté kolo | Čtvrté kolo | Čtvrté kolo | Čtvrté kolo | Čtvrté kolo |
|            |                |            |            |            |  |  |            |              |            |            |            |  |  |            |             |            |            |            |  |  |             |             |             |             |             |
| 12         | J Konta        | 4          | 2          |            |  |  |            |              |            |            |            |  |  |            |             |            |            |            |  |  |             |             |             |             |             |
|            | O Jabeur       | 6          | 6          |            |  |  |            | O Jabeur     | 1          | 6          | 6          |  |  |            |             |            |            |            |  |  |             |             |             |             |             |
|            | M Brengle      | 7          | 2          | 2          |  |  |            | C Garcia     | 6          | 2          | 3          |  |  |            |             |            |            |            |  |  |             |             |             |             |             |
|            | C Garcia       | 65         | 6          | 6          |  |  |            |              |            |            |            |  |  |            | O Jabeur    | 7          | 3          | 7          |  |  |             |             |             |             |             |
|            | K Ahn          | 1          | 3          |            |  |  |            |              |            |            |            |  |  |            | C Wozniacki | 5          | 6          | 5          |  |  |             |             |             |             |             |
|            | C Wozniacki    | 6          | 6          |            |  |  |            | C Wozniacki  | 7          | 7          |            |  |  |            |             |            |            |            |  |  |             |             |             |             |             |
| Q          | K Juvan        | 1          | 1          |            |  |  | 23         | D Jastremska | 5          | 5          |            |  |  |            |             |            |            |            |  |  |             |             |             |             |             |
| 23         | D Jastremska   | 6          | 6          |            |  |  |            |              |            |            |            |  |  |            |             |            |            |            |  |  |             | O Jabeur    | 7           | 6           |             |
| 27         | Č Wang         | 7          | 6          |            |  |  |            |              |            |            |            |  |  |            |             |            |            |            |  |  | 27          | Č Wang      | 64          | 1           |             |
| WC         | P Parmentier   | 62         | 3          |            |  |  | 27         | Č Wang       | 6          | 6          |            |  |  |            |             |            |            |            |  |  |             |             |             |             |             |
|            | F Ferro        | 6          | 6          |            |  |  |            | F Ferro      | 1          | 2          |            |  |  |            |             |            |            |            |  |  |             |             |             |             |             |
|            | A Van Uytvanck | 2          | 1          |            |  |  |            |              |            |            |            |  |  | 27         | Č Wang      | 6          | 62         | 7          |  |  |             |             |             |             |             |
|            | T Zidanšek     | 6          | 6          |            |  |  |            |              |            |            |            |  |  | 8          | S Williams  | 4          | 7          | 5          |  |  |             |             |             |             |             |
| WC         | N-l Han        | 3          | 3          |            |  |  |            | T Zidanšek   | 2          | 3          |            |  |  |            |             |            |            |            |  |  |             |             |             |             |             |
|            | A Potapova     | 0          | 3          |            |  |  | 8          | S Williams   | 6          | 6          |            |  |  |            |             |            |            |            |  |  |             |             |             |             |             |
| 8          | S Williams     | 6          | 6          |            |  |  |            |              |            |            |            |  |  |            |             |            |            |            |  |  |             |             |             |             |             |

### Dolní polovina

#### 5. sekce
| První kolo | První kolo       | První kolo | První kolo | První kolo |  |  | Druhé kolo | Druhé kolo       | Druhé kolo | Druhé kolo | Druhé kolo |  |  | Třetí kolo | Třetí kolo  | Třetí kolo | Třetí kolo | Třetí kolo |  |  | Čtvrté kolo | Čtvrté kolo | Čtvrté kolo | Čtvrté kolo | Čtvrté kolo |
|            |                  |            |            |            |  |  |            |                  |            |            |            |  |  |            |             |            |            |            |  |  |             |             |             |             |             |
| 6          | B Bencic         | 6          | 7          |            |  |  |            |                  |            |            |            |  |  |            |             |            |            |            |  |  |             |             |             |             |             |
| PR         | AK Schmiedlová   | 3          | 5          |            |  |  | 6          | B Bencic         | 7          | 7          |            |  |  |            |             |            |            |            |  |  |             |             |             |             |             |
| Q          | L Samsonova      | 1          | 4          |            |  |  |            | J Ostapenko      | 5          | 5          |            |  |  |            |             |            |            |            |  |  |             |             |             |             |             |
|            | J Ostapenko      | 6          | 6          |            |  |  |            |                  |            |            |            |  |  | 6          | B Bencic    | 0          | 1          |            |  |  |             |             |             |             |             |
|            | S Sorribes Tormo | 2          | 6          | 6          |  |  |            |                  |            |            |            |  |  | 28         | A Kontaveit | 6          | 6          |            |  |  |             |             |             |             |             |
|            | V Kuděrmetova    | 6          | 1          | 1          |  |  |            | S Sorribes Tormo | 2          | 6          | 1          |  |  |            |             |            |            |            |  |  |             |             |             |             |             |
| WC         | A Sharma         | 0          | 2          |            |  |  | 28         | A Kontaveit      | 6          | 4          | 6          |  |  |            |             |            |            |            |  |  |             |             |             |             |             |
| 28         | A Kontaveit      | 6          | 6          |            |  |  |            |                  |            |            |            |  |  |            |             |            |            |            |  |  | 28          | A Kontaveit | 64          | 7           | 7           |
| 19         | D Vekić          | 6          | 6          |            |  |  |            |                  |            |            |            |  |  |            |             |            |            |            |  |  |             | I Świątek   | 7           | 5           | 5           |
| WC         | M Šarapova       | 3          | 4          |            |  |  | 19         | D Vekić          | 6          | 6          |            |  |  |            |             |            |            |            |  |  |             |             |             |             |             |
|            | A Cornet         | 5          | 6          | 6          |  |  |            | A Cornet         | 4          | 2          |            |  |  |            |             |            |            |            |  |  |             |             |             |             |             |
| Q          | M Niculescu      | 7          | 1          | 0          |  |  |            |                  |            |            |            |  |  | 19         | D Vekić     | 5          | 3          |            |  |  |             |             |             |             |             |
|            | I Świątek        | 6          | 6          |            |  |  |            |                  |            |            |            |  |  |            | I Świątek   | 7          | 6          |            |  |  |             |             |             |             |             |
|            | T Babos          | 3          | 2          |            |  |  |            | I Świątek        | 6          | 7          |            |  |  |            |             |            |            |            |  |  |             |             |             |             |             |
|            | C Suárez Navarro | 78         | 78         |            |  |  |            | C Suárez Navarro | 3          | 5          |            |  |  |            |             |            |            |            |  |  |             |             |             |             |             |
| 11         | A Sabalenka      | 6          | 6          |            |  |  |            |                  |            |            |            |  |  |            |             |            |            |            |  |  |             |             |             |             |             |

#### 6. sekce
| První kolo | První kolo  | První kolo | První kolo | První kolo |  |  | Druhé kolo | Druhé kolo  | Druhé kolo | Druhé kolo | Druhé kolo |  |  | Třetí kolo | Třetí kolo  | Třetí kolo | Třetí kolo | Třetí kolo |  |  | Čtvrté kolo | Čtvrté kolo | Čtvrté kolo | Čtvrté kolo | Čtvrté kolo |
|            |             |            |            |            |  |  |            |             |            |            |            |  |  |            |             |            |            |            |  |  |             |             |             |             |             |
| 16         | E Mertens   | 6          | 6          |            |  |  |            |             |            |            |            |  |  |            |             |            |            |            |  |  |             |             |             |             |             |
|            | D Kovinić   | 2          | 0          |            |  |  | 16         | E Mertens   | 6          | 6          |            |  |  |            |             |            |            |            |  |  |             |             |             |             |             |
|            | Kr Plíšková | 6          | 3          | 1          |  |  |            | H Watson    | 3          | 0          |            |  |  |            |             |            |            |            |  |  |             |             |             |             |             |
|            | H Watson    | 4          | 6          | 6          |  |  |            |             |            |            |            |  |  | 16         | E Mertens   | 6          | 65         | 6          |  |  |             |             |             |             |             |
| PR         | C Bellis    | 6          | 6          |            |  |  |            |             |            |            |            |  |  | PR         | C Bellis    | 1          | 7          | 0          |  |  |             |             |             |             |             |
|            | T Maria     | 0          | 2          |            |  |  | PR         | C Bellis    | 6          | 6          |            |  |  |            |             |            |            |            |  |  |             |             |             |             |             |
|            | K Flipkens  | 3          | 6          | 67         |  |  | 20         | K Muchová   | 4          | 4          |            |  |  |            |             |            |            |            |  |  |             |             |             |             |             |
| 20         | K Muchová   | 6          | 2          | 710        |  |  |            |             |            |            |            |  |  |            |             |            |            |            |  |  | 16          | E Mertens   | 4           | 4           |             |
| 26         | D Collins   | 6          | 3          | 6          |  |  |            |             |            |            |            |  |  |            |             |            |            |            |  |  | 4           | S Halep     | 6           | 6           |             |
|            | V Ďjačenko  | 1          | 6          | 4          |  |  | 26         | D Collins   | 4          | 6          | 5          |  |  |            |             |            |            |            |  |  |             |             |             |             |             |
|            | J Putinceva | 6          | 6          |            |  |  |            | J Putinceva | 6          | 2          | 7          |  |  |            |             |            |            |            |  |  |             |             |             |             |             |
|            | Š-w Sie     | 1          | 3          |            |  |  |            |             |            |            |            |  |  |            | J Putinceva | 1          | 4          |            |  |  |             |             |             |             |             |
| Q          | H Dart      | 2          | 6          | 710        |  |  |            |             |            |            |            |  |  | 4          | S Halep     | 6          | 6          |            |  |  |             |             |             |             |             |
|            | M Doi       | 6          | 4          | 6          |  |  | Q          | H Dart      | 2          | 4          |            |  |  |            |             |            |            |            |  |  |             |             |             |             |             |
|            | J Brady     | 65         | 1          |            |  |  | 4          | S Halep     | 6          | 6          |            |  |  |            |             |            |            |            |  |  |             |             |             |             |             |
| 4          | S Halep     | 7          | 6          |            |  |  |            |             |            |            |            |  |  |            |             |            |            |            |  |  |             |             |             |             |             |

#### 7. sekce
| První kolo | První kolo    | První kolo | První kolo | První kolo |  |  | Druhé kolo | Druhé kolo    | Druhé kolo | Druhé kolo | Druhé kolo |  |  | Třetí kolo | Třetí kolo  | Třetí kolo | Třetí kolo | Třetí kolo |  |  | Čtvrté kolo | Čtvrté kolo | Čtvrté kolo | Čtvrté kolo | Čtvrté kolo |
|            |               |            |            |            |  |  |            |               |            |            |            |  |  |            |             |            |            |            |  |  |             |             |             |             |             |
| 5          | E Svitolina   | 6          | 7          |            |  |  |            |               |            |            |            |  |  |            |             |            |            |            |  |  |             |             |             |             |             |
| PR         | K Boulter     | 4          | 5          |            |  |  | 5          | E Svitolina   | 6          | 78         |            |  |  |            |             |            |            |            |  |  |             |             |             |             |             |
|            | L Davis       | 6          | 6          |            |  |  |            | L Davis       | 2          | 6          |            |  |  |            |             |            |            |            |  |  |             |             |             |             |             |
| Q          | L Fernandez   | 4          | 2          |            |  |  |            |               |            |            |            |  |  | 5          | E Svitolina | 1          | 2          |            |  |  |             |             |             |             |             |
|            | G Muguruza    | 0          | 6          | 6          |  |  |            |               |            |            |            |  |  |            | G Muguruza  | 6          | 6          |            |  |  |             |             |             |             |             |
| Q          | S Rogers      | 6          | 1          | 0          |  |  |            | G Muguruza    | 6          | 3          | 6          |  |  |            |             |            |            |            |  |  |             |             |             |             |             |
|            | A Tomljanović | 6          | 6          |            |  |  |            | A Tomljanović | 3          | 6          | 3          |  |  |            |             |            |            |            |  |  |             |             |             |             |             |
| 31         | A Sevastova   | 1          | 1          |            |  |  |            |               |            |            |            |  |  |            |             |            |            |            |  |  |             | G Muguruza  | 6           | 6           |             |
| 21         | A Anisimova   | 3          | 6          | 3          |  |  |            |               |            |            |            |  |  |            |             |            |            |            |  |  | 9           | K Bertens   | 3           | 3           |             |
|            | Z Dijas       | 6          | 4          | 6          |  |  |            | Z Dijas       | 4          | 6          | 6          |  |  |            |             |            |            |            |  |  |             |             |             |             |             |
|            | J Paolini     | 5          | 4          |            |  |  |            | A Blinkova    | 6          | 3          | 4          |  |  |            |             |            |            |            |  |  |             |             |             |             |             |
|            | A Blinkova    | 7          | 6          |            |  |  |            |               |            |            |            |  |  |            | Z Dijas     | 2          | 63         |            |  |  |             |             |             |             |             |
| PR         | K Bondarenko  | 6          | 65         | 0          |  |  |            |               |            |            |            |  |  | 9          | K Bertens   | 6          | 7          |            |  |  |             |             |             |             |             |
| WC         | Ar Rodionova  | 3          | 7          | 6          |  |  | WC         | Ar Rodionova  | 3          | 5          |            |  |  |            |             |            |            |            |  |  |             |             |             |             |             |
|            | I-C Begu      | 1          | 4          |            |  |  | 9          | K Bertens     | 6          | 7          |            |  |  |            |             |            |            |            |  |  |             |             |             |             |             |
| 9          | K Bertens     | 6          | 6          |            |  |  |            |               |            |            |            |  |  |            |             |            |            |            |  |  |             |             |             |             |             |

#### 8. sekce
| První kolo | První kolo      | První kolo | První kolo | První kolo |  |  | Druhé kolo | Druhé kolo      | Druhé kolo | Druhé kolo | Druhé kolo |  |  | Třetí kolo | Třetí kolo      | Třetí kolo | Třetí kolo | Třetí kolo |  |  | Čtvrté kolo | Čtvrté kolo     | Čtvrté kolo | Čtvrté kolo | Čtvrté kolo |
|            |                 |            |            |            |  |  |            |                 |            |            |            |  |  |            |                 |            |            |            |  |  |             |                 |             |             |             |
| 15         | M Vondroušová   | 2          | 6          | 4          |  |  |            |                 |            |            |            |  |  |            |                 |            |            |            |  |  |             |                 |             |             |             |
|            | S Kuzněcova     | 6          | 4          | 6          |  |  |            | S Kuzněcova     | 3          | 1          |            |  |  |            |                 |            |            |            |  |  |             |                 |             |             |             |
| Q          | A Lottner       | 3          | 3          |            |  |  |            | C Giorgi        | 6          | 6          |            |  |  |            |                 |            |            |            |  |  |             |                 |             |             |             |
|            | C Giorgi        | 6          | 6          |            |  |  |            |                 |            |            |            |  |  |            | C Giorgi        | 2          | 7          | 3          |  |  |             |                 |             |             |             |
|            | K Kozlova       | 3          | 4          |            |  |  |            |                 |            |            |            |  |  | 17         | A Kerber        | 6          | 64         | 6          |  |  |             |                 |             |             |             |
| WC         | P Hon           | 6          | 6          |            |  |  | WC         | P Hon           | 3          | 2          |            |  |  |            |                 |            |            |            |  |  |             |                 |             |             |             |
| Q          | E Cocciaretto   | 2          | 2          |            |  |  | 17         | A Kerber        | 6          | 6          |            |  |  |            |                 |            |            |            |  |  |             |                 |             |             |             |
| 17         | A Kerber        | 6          | 6          |            |  |  |            |                 |            |            |            |  |  |            |                 |            |            |            |  |  | 17          | A Kerber        | 7           | 64          | 2           |
| 30         | A Pavljučenkova | 6          | 7          |            |  |  |            |                 |            |            |            |  |  |            |                 |            |            |            |  |  | 30          | A Pavljučenkova | 65          | 7           | 6           |
|            | N Stojanović    | 1          | 5          |            |  |  | 30         | A Pavljučenkova | 7          | 7          |            |  |  |            |                 |            |            |            |  |  |             |                 |             |             |             |
|            | T Townsend      | 6          | 7          |            |  |  |            | T Townsend      | 5          | 61         |            |  |  |            |                 |            |            |            |  |  |             |                 |             |             |             |
|            | J Pegula        | 4          | 65         |            |  |  |            |                 |            |            |            |  |  | 30         | A Pavljučenkova | 7          | 7          |            |  |  |             |                 |             |             |             |
|            | L Siegemund     | 6          | 6          |            |  |  |            |                 |            |            |            |  |  | 2          | Ka Plíšková     | 64         | 63         |            |  |  |             |                 |             |             |             |
| WC         | C Vandeweghe    | 1          | 4          |            |  |  |            | L Siegemund     | 3          | 3          |            |  |  |            |                 |            |            |            |  |  |             |                 |             |             |             |
|            | K Mladenovic    | 1          | 5          |            |  |  | 2          | Ka Plíšková     | 6          | 6          |            |  |  |            |                 |            |            |            |  |  |             |                 |             |             |             |
| 2          | Ka Plíšková     | 6          | 7          |            |  |  |            |                 |            |            |            |  |  |            |                 |            |            |            |  |  |             |                 |             |             |             |

## Tenistky dle států a světadílů
| Severní Amerika (23)   | Jižní Amerika (0)    | Evropa (83)    | Austrálie (7) | Asie (14) | Afrika (1)  |
| ---------------------- | -------------------- | -------------- | ------------- | --------- | ----------- |
| Kanada (1)             |                      | Bělorusko (2)  | Austrálie (7) | Čína (6)  | Tunisko (1) |
| USA (22)               | Belgie (4)           |                | Japonsko (3)  |           |             |
|                        | Chorvatsko (2)       | Kazachstán (3) |               |           |             |
| Česko (9)              | Jižní Korea (1)      |                |               |           |             |
| Dánsko (1)             | Čínská Tchaj-pej (1) |                |               |           |             |
| Estonsko (2)           |                      |                |               |           |             |
| Francie (5)            |                      |                |               |           |             |
| Německo (5)            |                      |                |               |           |             |
| Řecko (1)              |                      |                |               |           |             |
| Maďarsko (1)           |                      |                |               |           |             |
| Itálie (4)             |                      |                |               |           |             |
| Lotyšsko (2)           |                      |                |               |           |             |
| Černá Hora (1)         |                      |                |               |           |             |
| Nizozemsko (2)         |                      |                |               |           |             |
| Polsko (2)             |                      |                |               |           |             |
| Rumunsko (4)           |                      |                |               |           |             |
| Rusko (12)             |                      |                |               |           |             |
| Srbsko (1)             |                      |                |               |           |             |
| Slovensko (2)          |                      |                |               |           |             |
| Slovinsko (3)          |                      |                |               |           |             |
| Španělsko (4)          |                      |                |               |           |             |
| Švédsko (2)            |                      |                |               |           |             |
| Švýcarsko (3)          |                      |                |               |           |             |
| Ukrajina (5)           |                      |                |               |           |             |
| Spojené království (4) |                      |                |               |           |             |